# Costantino Chabaron
Costantino Chabaron (in greco Κωνσταντῖνος Χαβάρων?; fl. XIII secolo) era un funzionario e governatore provinciale dell'Impero di Nicea.
Consigliere dell'imperatore Teodoro II Lascaris, fu da questi nominato governatore della regione di Arbanon, nell'odierna Albania centrale. Nel 1256/7 fu però conquistato da Maria Sfranzaina, cognata vedova del despota d'Epiro Michele II Comneno Ducas. Chabaron sposò Maria e fuggì nel Despotato d'Epiro, per poi essere imprigionato a Kanina. Nel 1259, l'imperatore Michele VIII Paleologo inviò Teodoro File per ottenere il rilascio di Chabaron. Di lui non si sa più nulla, ma la moglie si risposò nel 1266.